# Принц Каспиан
«Принц Каспиан: Возвращение в Нарнию» (англ. Prince Caspian: The Return to Narnia) — фэнтезийный роман Клайва Стейплза Льюиса, опубликованный в 1951 году. Вторая (четвёртая по хронологическому порядку) книга «Хроник Нарнии». В «Принце Каспиане» главные герои первой книги — Питер, Сьюзен, Эдмунд и Люси — возвращаются, чтобы помочь принцу Каспиану освободить Нарнию от власти тельмаринцев. Как и в предыдущей книге («Лев, колдунья и платяной шкаф»), главной темой является борьба Добра со Злом, а также темы мужества и Веры («Ну кто же верит в Аслана в наши дни»? — спрашивает Трам, когда он впервые встречает Каспиана). Сам К. С. Льюис видел тему книги в «восстановлении истинной религии после её искажения»

## Сюжет
Прошёл год с того времени, когда Питер, Сьюзен, Эдмунд и Люси вернулись из Нарнии. Теперь они вновь обычные ребята и отправляются на вокзал, чтобы разъехаться по школам. Но неожиданно происходит чудо: они без всяких предпосылок переносятся в свои бывшие владения. Сначала они не понимают, где именно оказались, и устраиваются на ночлег в каких-то руинах, но затем по нескольким опознавательным знакам они догадываются, что руины не что иное как Кэр-Параваль. Тогда они находят потайную сокровищницу, где всё ещё хранятся их оружие, доспехи и другие королевские вещи. Все, кроме Эдмунда, которому, впрочем, подбирают новое облачение, возвращают себе свои подарки от Деда Мороза. Дети осознают, что в Нарнии и в Англии время течёт по-разному, и если в прошлый раз они после долгого отсутствия вернулись домой неизменными, то после года в Англии они не представляют, какой стала Нарния. Здесь же, судя по всему, прошли сотни лет. Внезапно они спасают гнома, которого собирались утопить некие солдаты. Те удирают в страхе, а гном представляется Трамом и, признав в детях королей из прошлого, рассказывает им о последних событиях.
В Нарнию много лет назад вторглись обычные люди из далёкой страны Тельмар. К власти в данный момент пришёл Мираз, дядя наследного принца Каспиана. Мальчик мечтал о прежних временах, когда животные говорили, а в лесах и реках жили удивительные создания. Но дядя, когда Каспиан поделился с ним своим желанием, сделал ему строгий выговор и выслал его няню, так как именно от неё Каспиан узнал обо всём этом. С той поры у него появился наставник доктор Корнелиус, который учил его всему, что должен знать и уметь будущий король. Тайком от Мираза он поведал ему, что разговоры о так называемой старой Нарнии запрещены, но все создания действительно существовали здесь и до сих пор скрываются от гонений. Сам доктор — гном-полукровка и давно хочет восстановить прежнюю свободу для жителей страны. Каспиан поддержал его и пообещал стать правителем, не похожим на дядю. Так прошло несколько лет учёбы, и вот в одну ночь у бездетного до той поры Мираза родился сын. Доктор Корнелиус разбудил Каспиана и рассказал о том, как Мираз когда-то захватил власть и убил отца Каспиана. Он сохранял мальчику жизнь только потому, что хотел видеть будущим королём родственника, а не чужого человека. Теперь же, когда у дяди есть собственный сын, Каспиану угрожает смерть. Доктор передал ему рог королевы Сьюзен, способный позвать чудесную помощь, и отправил в бега.
Скитаясь по стране, Каспиан случайно попал в пещеру, где жили два гнома и говорящий барсук Боровик. Гном Никабрик видел в принце всего лишь ненавистного тельмарина и предложил его убить, но выяснилось, что Каспиан — единственный законный наследник трона, что он не враг старой Нарнии, а, наоборот, хочет её восстановить и поэтому нуждается в союзниках против Мираза. Обнадёженные этим известием, гномы и барсук нашли других нарнийцев и помогли Каспиану собрать собственную армию. Тогда же к ним присоединился и сбежавший вскоре после принца доктор Корнелиус. Штабом повстанцев стал Холм Аслана, возведённый в незапамятные времена вокруг священного Каменного стола. Но армия Каспиана была слишком мала против войска Мираза и поэтому терпела неудачи. После наиболее тяжелого поражения, чреватого полным разгромом, Каспиан решил использовать крайнее средство — рог Сьюзен, предварительно послав гнома Трама к руинам Кэр-Параваля, чтобы встретить подмогу. Именно так Питер, Сьюзен, Эдмунд и Люси оказались здесь.
На встречу с Каспианом и его войском дети идут сквозь дикие необитаемые леса и горы, испытывают трудности, несколько раз теряют дорогу, едва не попадают в засаду тельмаринов. Но по пути им начинает являться Аслан, которого видит в этот раз одна Люси, а остальные путешественники либо слишком устали, либо не верят в реальность видения. Через Люси Аслан указывает им путь сквозь незнакомые места и приводит к Каменному столу. Все извиняются перед Люси за своё неверие, и Аслан тоже прощает их. Девочки остаются со Львом, а мальчики и Трам отправляются внутрь холма. Ведьма и оборотень, которых пригласил Никабрик, предлагают при помощи колдовства позвать в Нарнию Белую Колдунью. Из-за этого между ними и сторонниками Каспиана начинается схватка, но в этот момент появляются Эдмунд, Питер и Трам. Никабрик, ведьма и оборотень погибают.
Каспиан, доктор Корнелиус, Боровик, Питер, Эдмунд и Трам решают послать Миразу вызов на поединок, чтобы потянуть время, пока Аслан не начнёт действовать. Драться будет Питер как Верховный король, а Каспиан, несмотря на своё желание, не может вызвать дядю по случаю своего ранения и восприятия его Миразом как ребёнка. Когда Эдмунд вместе с кентавром и великаном приносит Миразу вызов, тот просит совета у Глозеля и Сопеспиана, приближённых к нему лордов. Оба лорда, с неприятием относящиеся к узурпатору, который мало отблагодарил их за возведение на престол, подталкивают его на принятие поединка, надеясь, что он погибнет. На поединке оба противника получают небольшие повреждения и ведут бой с переменным успехом, но, когда Мираз случайно падает на землю, Глозель и Сопеспиан громко обвиняют Питера в том, что он в этот момент убил Мираза. На самом же деле Мираза убивает Глозель, подбежав к месту поединка, и между тельмаринами и нарнийцами начинается битва. Тут оживает лес, и тельмарины в ужасе сдаются. После этого прибывает Аслан с девочками, духами леса и обычными людьми, которых они встретили в ближайшем городе. Аслан объявляет Каспиана королём Нарнии. На следующий день было разослано по всей стране, что желающие жить в Нарнии вместе с другими существами могут здесь остаться навсегда, а те, кому это не по душе, могут прийти к Аслану, чтобы уйти в другое место. Собравшиеся в назначенное время тельмарины выслушивают рассказ Аслана о том, как они попали в Тельмар из мира Питера, Сьюзен, Эдмунда и Люси. Теперь они могут вернуться в него на остров, пригодный для жизни. Аслан создаёт дверь и посылает сквозь неё тельмаринов, решивших уйти, а также детей. Питер и Сьюзен больше не вернутся в Нарнию, так как достаточно выросли для неё. Но Эдмунд и Люси всё ещё могут здесь побывать. Оказавшись на железнодорожной станции, дети вновь проникаются атмосферой родного мира, а Эдмунд спохватывается, что забыл в Нарнии фонарик.

## Персонажи
- Питер Пэвенси — мальчик из нашего мира, Верховный король Золотого века Нарнии
- Сьюзен Пэвенси — девочка из нашего мира, королева Золотого века Нарнии
- Эдмунд Пэвенси — мальчик из нашего мира, король Золотого века Нарнии
- Люси Пэвенси — девочка из нашего мира, королева Золотого века Нарнии
- Принц Каспиан — наследник тельмаринского трона, сын Каспиана IX
- Мираз — тельмаринский правитель, самозваный лорд-регент Нарнии, родной дядя Каспиана и убийца его отца Каспиана IX.
- Доктор Корнелиус — учитель и наставник Каспиана, потомок гномов, немного владеющий добрым волшебством.
- Аслан — Великий Лев
- Трам (в другом переводе — Трампик) — рыжий гном
- Никабрик — чёрный гном, ставший на путь предательства
- Боровик (в другом переводе — Трюфлелов) — говорящий барсук, союзник и помощник Каспиана
- Рипичип — бравый Мыш, предводитель военного отряда говорящих мышей
- Глозель и Сопеспиан — тельмаринские лорды и военачальники, интригующие против своего правителя Мираза

## Переводы названия
| Год  | Название          | Переводчки          | Издательство                             |
| ---- | ----------------- | ------------------- | ---------------------------------------- |
| 1991 | Принц Каспиан     | О. Бухина           | Космополис                               |
| 2002 | Королевич Каспиан | Д. Афиногенов       | М.: Эксмо-Пресс / СПб.: Terra Fantastica |
| 2004 | Принц Каспиан     | А. Троицкая-Фэррант | Захаров                                  |

## Экранизации
- 1989 — «Принц Каспиан и Плавание на „Покорителе Зари“» (сериал Би-би-си; реж. Алекс Кирби)
- 2008 — «Хроники Нарнии: Принц Каспиан» (фильм Walt Disney Company; реж. Эндрю Адамсон)